# Lyoubodrag
Lyoubodrag ou Ljubodrag (en macédonien Љубодраг) est un village du nord de la Macédoine du Nord, situé dans la municipalité de Koumanovo. Le village comptait 686 habitants en 2002.

## Démographie
Lors du recensement de 2002, le village comptait :
- Macédoniens : 440
- Serbes : 243
- Autres : 3